# Faemino-Faema
La Faemino-Faema è stata una squadra maschile di ciclismo su strada, attiva tra i professionisti dal 1968 al 1970 con licenza italiana e successivamente belga. Lo sponsor principale era l'omonima azienda di macchine per il caffè con sede a Binasco, da cui la storica maglia bianca e rossa.
Vi gareggiarono, tra gli altri, Eddy Merckx, Luciano Armani, Italo Zilioli, Vittorio Adorni, Joseph Bruyère e Roger Swerts.

## Cronistoria

### Annuario
| Anno | Codice | Nome          | Cat. | Biciclette          | Dirigenza                                                           |
| ---- | ------ | ------------- | ---- | ------------------- | ------------------------------------------------------------------- |
| 1968 | -      | Faema         | Pro  | Faema (Masi)        | Dir. sportivi: Marino Vigna, Yvo Molenaers                          |
| 1969 | -      | Faema         | Pro  | E. Merckx (Masi)    | Dir. sportivi: Guillaume Driessens, Vincenzo Giacotto, Marino Vigna |
| 1970 | -      | Faemino-Faema | Pro  | E. Merckx (De Rosa) | Dir. sportivi: Marino Vigna, Guillaume Driessens                    |

## Palmarès

### Grandi Giri
- Giro d'Italia

Partecipazioni: 3 (1968, 1969, 1970)
Vittorie di tappa: 18
1968: 10 (6 Merckx, 2 Reybrouck, Casalini, Farisato)
1969: 4 (4 Merckx)
1970: 4 (3 Merckx, Zilioli)
Vittorie finali: 2
1968 (Eddy Merckx)
1970 (Eddy Merckx)
Altre classifiche: 2
1968: Punti (Eddy Merckx), Scalatori (Eddy Merckx)
- Tour de France

Partecipazioni: 2 (1969, 1970)
Vittorie di tappa: 20
1969: 10 (cronosquadre, 6 Merckx, Stevens, Reybrouck, Spruyt)
1970: 10 (cronosquadre, 8 Merckx, Zilioli)
Vittorie finali: 2
1969 (Eddy Merckx)
1970 (Eddy Merckx)
Altre classifiche: 5
1969: Punti (Eddy Merckx), Scalatori (Eddy Merckx), Combattività (Eddy Merckx)
1970: Scalatori (Eddy Merckx), Combattività (Eddy Merckx)
- Vuelta a España

Partecipazioni: 1 (1968)
Vittorie di tappa: 1
1968: 1 (Victor Van Schil)
Vittorie finali: 0
Altre classifiche: 0

### Classiche monumento
- Milano-Sanremo: 1

1969 (Eddy Merckx)
- Giro delle Fiandre: 1

1969 (Eddy Merckx)
- Parigi-Roubaix: 2

1968 (Eddy Merckx)
1970 (Eddy Merckx)
- Liegi-Bastogne-Liegi: 1

1969 (Eddy Merckx)

### Campionati nazionali
Strada
- Campionati belgi: 1

In linea: 1970 (Eddy Merckx)
Pista
- Campionati belgi: 3

Omnium: 1968 (Patrick Sercu)
Americana: 1968 (Patrick Sercu & Eddy Merckx); 1969 (Patrick Sercu)